# Afluentes do Guaíba (monumento)
O Chafariz do Imperador na Praça da Matriz em 1867

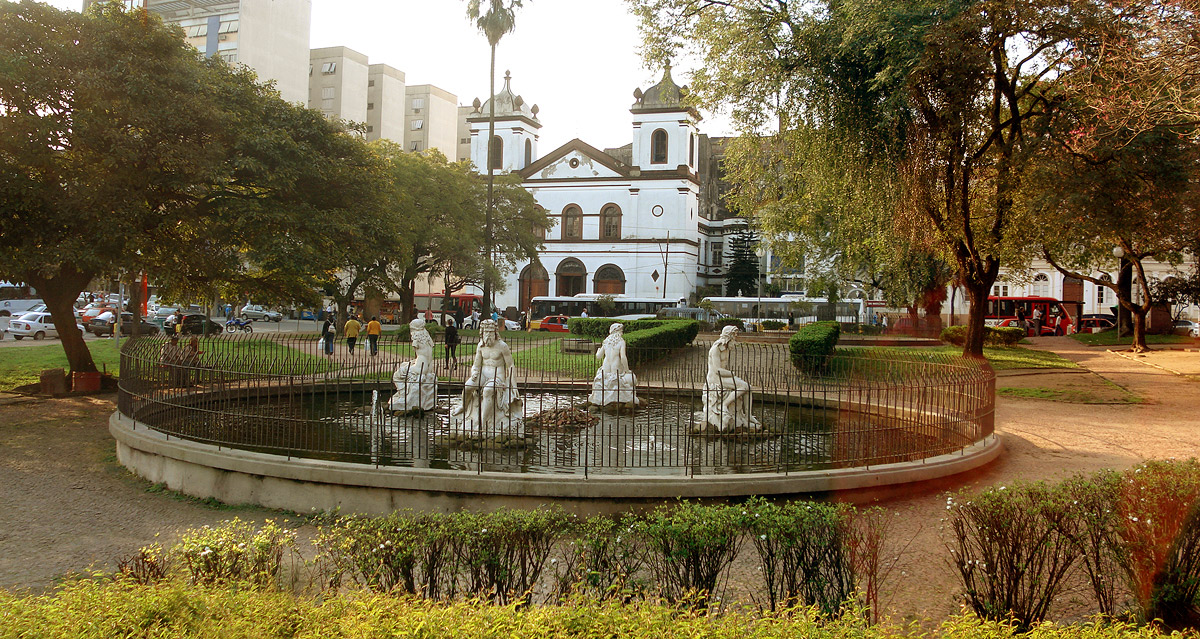
O conjunto em sua segunda disposição na Praça Dom Sebastião

Afluentes do Guaíba, antes conhecido como Chafariz do Imperador, é um monumento da cidade brasileira de Porto Alegre. Originalmente instalado em 1866-1867 na Praça da Matriz, é o mais antigo monumento público da cidade. Ficou na Praça até 1907, e então foi desmantelado. Em 1936 foi remontado já incompleto na Praça Dom Sebastião, onde sofreu muitos vandalismos. Em 2014 foi restaurado e removido para os jardins da Hidráulica Moinhos de Vento.

## Descrição e autoria
O monumento, todo realizado em mármore de Carrara, originalmente era composto por uma base circular rodeada por uma balaustrada iluminada, um chafariz com três bacias superpostas e quatro estátuas alegóricas representando os rios afluentes da bacia do Guaíba: Jacuí, Caí, Sinos e Gravataí. Os afluentes Caí e Sinos são representados por duas Ninfas, já os afluentes Jacuí e Gravataí são representados por dois Netunos. Uma quinta estátua era colocada no topo do chafariz, com a figura de um jovem com um barrete frígio na cabeça e segurando um estandarte, inspirada na iconografia da Liberdade, e representava o Guaíba. Inicialmente o conjunto era conhecido como Chafariz do Imperador.
A autoria do projeto é atribuída ao escultor José Obino. A autoria do projeto é tradicionalmente aceita, mas em 1924 uma notícia na imprensa demonstrava que o autor não era conhecido. A atribuição veio em 1958, quando um neto de José, Aldo Obino, um reputado crítico de arte, publicou no Correio do Povo uma matéria revindicando a autoria do projeto para o avô. Aldo Obino acrescentou que seu avô nunca foi escultor, e em sua oficina de marmoraria fazia apenas os projetos, encarregando a execução a uma equipe de escultores e marmoristas profissionais. Segundo Cristina Gibrowski, não foi encontrado nenhum documento de época ligando o monumento a Obino, nem em seu espólio. Uma inspeção detalhada das peças publicada em 1924 identificou parte de uma assinatura no remo de um dos Netunos, já quebrado, lida como "... ormilli fecit" (...ormilli fez esta obra). Este "...ormilli" provavelmente é o escultor Camillo Formilli, que havia sido o encarregado de encomendar as bases e bacias do chafariz na Itália.

## História
O conjunto foi instalado entre meados de 1866 e início de 1867 na Praça da Matriz pela Companhia Hidráulica Porto-Alegrense, a fim de prover a cidade com uma fonte de água potável, além de ornamentar o logradouro. Ficou ali até 1907, quando a Prefeitura decidiu instalar no mesmo local um monumento a Júlio de Castilhos. O conjunto foi então desmantelado e removido pela Companhia Hidráulica, que colocou as peças em seus depósitos, onde ficaram até 1924. Neste ano o marmorista Carlos Zielinsky comprou as peças, ainda quase todas intactas, para reduzí-las a pó de mármore ou aproveitá-las para algum mausoléu fúnebre. Tomando ciência da destruição iminente, um cidadão anônimo iniciou uma campanha através do Correio do Povo a fim de que o conjunto fosse preservado. A campanha ganhou repercussão e o intendente Otávio Rocha adquiriu o material, prometendo reinstalar o monumento na Praça Montevidéu, mas isso nunca aconteceu. Neste período a estátua do Guaíba e o chafariz desapareceram.

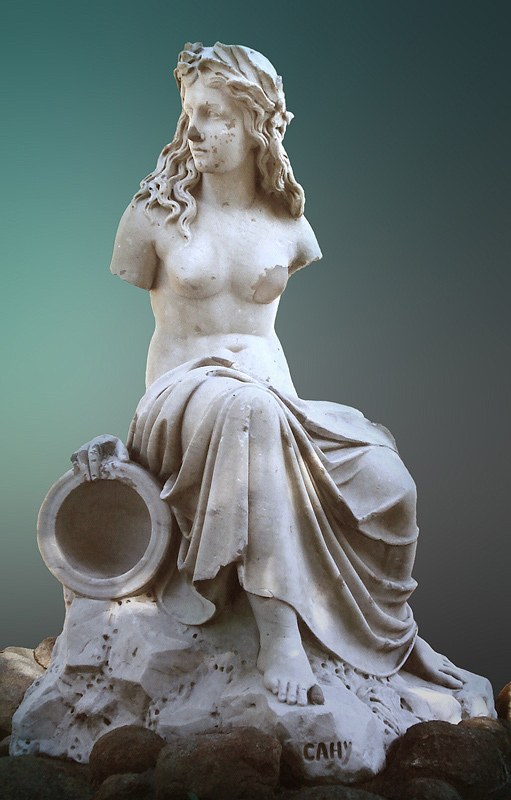
Uma das Ninfas já depredada

Em 1935, durante as celebrações do centenário da Revolução Farroupilha, a Praça Dom Sebastião foi reurbanizada. As quatro estátuas dos afluentes foram resgatadas e lá instaladas em 1936, mas com uma organização toda diferente, colocadas no percurso de dois riachos artificiais com pequenas cascatas. Ao longo dos anos as estátuas foram repetidamente vandalizadas e perderam fragmentos importantes. Em 1983 foram removidas e colocadas no depósito do Departamento de Esporte e Recreação Pública da Prefeitura, onde foram esquecidas. Em 1986 a vereadora Theresinha Chaise denunciou o abandono, e foram lançadas várias propostas para sua reinstalação.
A polêmica se prolongou até 1996, quando uma nova urbanização da Praça Dom Sebastião criou um espelho d'água com uma bacia circular de pedra, e ali as quatro estátuas foram dispostas, protegidas por um gradil de ferro. Isso não impediu que as obras sofressem novos vandalismos. Em 2004 o pesquisador José Francisco Alves revelou que a estátua do Guaíba, longamente desaparecida, ainda existia, mas estava em mãos de particulares. Em 2013 a imprensa publicava matéria onde era exigida a devolução do Guaíba, mas o nome dos proprietários não foi revelado.
Finalmente, em 2014 as estátuas foram restauradas na medida do possível, e levadas para uma nova fonte nos jardins da Hidráulica Moinhos de Vento, uma estação de tratamento de água que abastece a zona norte e leste da cidade. Segundo a Prefeitura, a transferência dos Afluentes do Guaíba "foi a concretização de um trabalho planejado e organizado pela Coordenação da Memória Cultural da Secretaria Municipal da Cultura, com apoio do Departamento Municipal de Água e Esgotos e do Ministério Público Estadual, dentro da Campanha de Valorização e Preservação do Patrimônio Público da cidade. Houve consenso quanto ao novo local, pois valoriza a obra ao permitir mais visibilidade do conjunto por aqueles que passam pela avenida 24 de Outubro, estando integradas aos jardins da Hidráulica". Nesta época a pesquisadora Verônica di Benedetti, responsável pelo restauro, sugeriu que algumas partes faltantes das estátuas possam estar esquecidas em um depósito da Prefeitura no Parque Farroupilha, o que permitiria reintegrar algumas lacunas.